# Boucles de la Mayenne de 2022
A 47.ª edição da competição de ciclismo Boucles de la Mayenne foi uma corrida de ciclismo em estrada por etapas que se celebrou entre 26 e 29 de maio de 2022 na França com início na cidade de Saint-Pierre-des-Landes e final na cidade de Laval, sobre uma distância total de 719 quilómetros.
A corrida fez parte do do UCI ProSeries de 2022, calendário ciclístico mundial de segunda divisão, dentro da categoria UCI 2.pro e foi vencida pelo francês Benjamin Thomas do Cofidis. Completaram o pódio, como segundo e terceiro classificado respectivamente, o também francês Benoît Cosnefroy do AG2R Citroën e o espanhol Alex Aranburu do Movistar.

## Equipas participantes
Tomaram parte na corrida 22 equipas: 5 de categoria UCI WorldTeam convidados pela organização, 12 de categoria UCI ProTeam e 5 de categoria Continental. Formaram assim um pelotão de 129 ciclistas dos que acabaram 108. As equipas participantes foram:
| Equipes WorldTeam (5)- AG2R Citroën Team - Cofidis - Groupama-FDJ - Movistar Team - UAE Team Emirates Equipes ProTeam (12)- Arkéa-Samsic - B&B Hotels-KTM - Bingoal Pauwels Sauces WB - Burgos-BH - Caja Rural-Seguros RGA - Drone Hopper-Androni Giocattoli - Euskaltel-Euskadi - Equipo Kern Pharma - Human Powered Health - Sport Vlaanderen-Baloise - TotalEnergies - Uno-X Pro Cycling Team Equipes Continentais (5)- Go Sport-Roubaix Lille Métropole - UC Nantes Atlantique - Nice Métropole Côte d'Azur - Lotto-Kern Haus - Saint Michel-Auber 93 |
| |

## Percorrido
A Boucles de la Mayenne dispôs de cinco etapas dividido em quatro etapas escarpadas, para um percurso total de 719 quilómetros.
| Etapa | Data    | Percurso                                      | type            | Distância (km) | Elevação (m) | Vencedor              | Líder geral     |
| ----- | ------- | --------------------------------------------- | --------------- | -------------- | ------------ | --------------------- | --------------- |
| 1     | 26 mai. | Saint-Pierre-des-Landes – Andouillé           | etapa escarpada | 180            | 1 921 m      | Jason Tesson          | Jason Tesson    |
| 2     | 27 mai. | Jublains – Pré-en-Pail-Saint-Samson           | etapa escarpada | 171            | 2 392 m      | Benjamin Thomas       | Benjamin Thomas |
| 3     | 28 mai. | Saint-Berthevin – Château-Gontier-sur-Mayenne | etapa escarpada | 188            | 1 758 m      | Amaury Capiot         | Benjamin Thomas |
| 4     | 29 mai. | Martigné-sur-Mayenne – Laval                  | etapa escarpada | 180            | 1 918 m      | Juan Sebastián Molano | Benjamin Thomas |

## Desenvolvimento da corrida

### 1.ª etapa
| Saint-Pierre-des-Landes - Andouillé | etapa escarpada | (180 km) |

| \| Classificação por etapas \| Classificação por etapas \| Classificação por etapas \| Classificação por etapas \| Classificação por etapas \| \| Ciclista \| Ciclista \| Equipe \| Tempo \| \| \| ------------------------ \| ------------------------ \| -------------------------------- \| ------------------------ \| ------------------------ \| \| 1. \| Jason Tesson \| Saint Michel-Auber 93 \| 4h12m05s \| \| \| 2. \| Bram Welten \| Groupama-FDJ \| + 0s \| \| \| 3. \| Thomas Boudat \| Go Sport-Roubaix Lille Métropole \| + 0s \| \| \| 4. \| Jérémy Lecroq \| B&B Hotels-KTM \| + 0s \| \| \| 5. \| Anthony Turgis \| TotalEnergies \| + 0s \| \| \| 6. \| Julien Simon \| TotalEnergies \| + 0s \| \| \| 7. \| Alex Aranburu \| Movistar Team \| + 0s \| \| \| 8. \| Orluis Aular \| Caja Rural-Seguros RGA \| + 0s \| \| \| 9. \| Lorrenzo Manzin \| TotalEnergies \| + 0s \| \| \| 10. \| Amaury Capiot \| Arkéa-Samsic \| + 0s \| \| |                 |                                  |          |
| |                 |                                  |          |
| Fonte: ProCyclingStats |                 |                                  |          |
| Classificação por etapas |                 |                                  |          |
| Ciclista | Ciclista        | Equipe                           | Tempo    |
| 1. | Jason Tesson    | Saint Michel-Auber 93            | 4h12m05s |
| 2. | Bram Welten     | Groupama-FDJ                     | + 0s     |
| 3. | Thomas Boudat   | Go Sport-Roubaix Lille Métropole | + 0s     |
| 4. | Jérémy Lecroq   | B&B Hotels-KTM                   | + 0s     |
| 5. | Anthony Turgis  | TotalEnergies                    | + 0s     |
| 6. | Julien Simon    | TotalEnergies                    | + 0s     |
| 7. | Alex Aranburu   | Movistar Team                    | + 0s     |
| 8. | Orluis Aular    | Caja Rural-Seguros RGA           | + 0s     |
| 9. | Lorrenzo Manzin | TotalEnergies                    | + 0s     |
| 10. | Amaury Capiot   | Arkéa-Samsic                     | + 0s     |

| \| Classificação geral \| Classificação geral \| Classificação geral \| Classificação geral \| Classificação geral \| \| Ciclista \| Ciclista \| Equipe \| Tempo \| \| \| ------------------- \| ------------------- \| -------------------------------- \| ------------------- \| ------------------- \| \| 1. \| Jason Tesson \| Saint Michel-Auber 93 \| 4h11m55s \| \| \| 2. \| Bram Welten \| Groupama-FDJ \| + 4s \| \| \| 3. \| Lindsay De Vylder \| Sport Vlaanderen-Baloise \| + 4s \| \| \| 4. \| Thomas Boudat \| Go Sport-Roubaix Lille Métropole \| + 6s \| \| \| 5. \| Ángel Madrazo \| Burgos-BH \| + 6s \| \| \| 6. \| Joey Rosskopf \| Human Powered Health \| + 8s \| \| \| 7. \| Jérémy Lecroq \| B&B Hotels-KTM \| + 10s \| \| \| 8. \| Anthony Turgis \| TotalEnergies \| + 10s \| \| \| 9. \| Julien Simon \| TotalEnergies \| + 10s \| \| \| 10. \| Alex Aranburu \| Movistar Team \| + 10s \| \| |                   |                                  |          |
| |                   |                                  |          |
| Fonte: ProCyclingStats |                   |                                  |          |
| Classificação geral |                   |                                  |          |
| Ciclista | Ciclista          | Equipe                           | Tempo    |
| 1. | Jason Tesson      | Saint Michel-Auber 93            | 4h11m55s |
| 2. | Bram Welten       | Groupama-FDJ                     | + 4s     |
| 3. | Lindsay De Vylder | Sport Vlaanderen-Baloise         | + 4s     |
| 4. | Thomas Boudat     | Go Sport-Roubaix Lille Métropole | + 6s     |
| 5. | Ángel Madrazo     | Burgos-BH                        | + 6s     |
| 6. | Joey Rosskopf     | Human Powered Health             | + 8s     |
| 7. | Jérémy Lecroq     | B&B Hotels-KTM                   | + 10s    |
| 8. | Anthony Turgis    | TotalEnergies                    | + 10s    |
| 9. | Julien Simon      | TotalEnergies                    | + 10s    |
| 10. | Alex Aranburu     | Movistar Team                    | + 10s    |

### 2.ª etapa
| Jublains - Pré-en-Pail-Saint-Samson | etapa escarpada | (171 km) |

| \| Classificação por etapas \| Classificação por etapas \| Classificação por etapas \| Classificação por etapas \| Classificação por etapas \| \| Ciclista \| Ciclista \| Equipe \| Tempo \| \| \| ------------------------ \| ------------------------ \| ------------------------- \| ------------------------ \| ------------------------ \| \| 1. \| Benjamin Thomas \| Cofidis \| 4h11m30s \| \| \| 2. \| Benoît Cosnefroy \| AG2R Citroën Team \| + 0s \| \| \| 3. \| Alex Aranburu \| Movistar Team \| + 0s \| \| \| 4. \| Finn Fisher-Black \| UAE Team Emirates \| + 0s \| \| \| 5. \| Julien Simon \| TotalEnergies \| + 0s \| \| \| 6. \| Marco Tizza \| Bingoal Pauwels Sauces WB \| + 0s \| \| \| 7. \| Romain Hardy \| Arkéa-Samsic \| + 4s \| \| \| 8. \| Jake Stewart \| Groupama-FDJ \| + 4s \| \| \| 9. \| Idar Andersen \| Uno-X Pro Cycling Team \| + 6s \| \| \| 10. \| Thibault Ferasse \| B&B Hotels-KTM \| + 13s \| \| |                   |                           |          |
| |                   |                           |          |
| Fonte: ProCyclingStats |                   |                           |          |
| Classificação por etapas |                   |                           |          |
| Ciclista | Ciclista          | Equipe                    | Tempo    |
| 1. | Benjamin Thomas   | Cofidis                   | 4h11m30s |
| 2. | Benoît Cosnefroy  | AG2R Citroën Team         | + 0s     |
| 3. | Alex Aranburu     | Movistar Team             | + 0s     |
| 4. | Finn Fisher-Black | UAE Team Emirates         | + 0s     |
| 5. | Julien Simon      | TotalEnergies             | + 0s     |
| 6. | Marco Tizza       | Bingoal Pauwels Sauces WB | + 0s     |
| 7. | Romain Hardy      | Arkéa-Samsic              | + 4s     |
| 8. | Jake Stewart      | Groupama-FDJ              | + 4s     |
| 9. | Idar Andersen     | Uno-X Pro Cycling Team    | + 6s     |
| 10. | Thibault Ferasse  | B&B Hotels-KTM            | + 13s    |

| \| Classificação geral \| Classificação geral \| Classificação geral \| Classificação geral \| Classificação geral \| \| Ciclista \| Ciclista \| Equipe \| Tempo \| \| \| ------------------- \| ------------------- \| ------------------------- \| ------------------- \| ------------------- \| \| 1. \| Benjamin Thomas \| Cofidis \| 8h23m25s \| \| \| 2. \| Benoît Cosnefroy \| AG2R Citroën Team \| + 4s \| \| \| 3. \| Alex Aranburu \| Movistar Team \| + 6s \| \| \| 4. \| Julien Simon \| TotalEnergies \| + 10s \| \| \| 5. \| Finn Fisher-Black \| UAE Team Emirates \| + 10s \| \| \| 6. \| Marco Tizza \| Bingoal Pauwels Sauces WB \| + 10s \| \| \| 7. \| Jake Stewart \| Groupama-FDJ \| + 14s \| \| \| 8. \| Romain Hardy \| Arkéa-Samsic \| + 14s \| \| \| 9. \| Idar Andersen \| Uno-X Pro Cycling Team \| + 16s \| \| \| 10. \| Anthony Turgis \| TotalEnergies \| + 23s \| \| |                   |                           |          |
| |                   |                           |          |
| Fonte: ProCyclingStats |                   |                           |          |
| Classificação geral |                   |                           |          |
| Ciclista | Ciclista          | Equipe                    | Tempo    |
| 1. | Benjamin Thomas   | Cofidis                   | 8h23m25s |
| 2. | Benoît Cosnefroy  | AG2R Citroën Team         | + 4s     |
| 3. | Alex Aranburu     | Movistar Team             | + 6s     |
| 4. | Julien Simon      | TotalEnergies             | + 10s    |
| 5. | Finn Fisher-Black | UAE Team Emirates         | + 10s    |
| 6. | Marco Tizza       | Bingoal Pauwels Sauces WB | + 10s    |
| 7. | Jake Stewart      | Groupama-FDJ              | + 14s    |
| 8. | Romain Hardy      | Arkéa-Samsic              | + 14s    |
| 9. | Idar Andersen     | Uno-X Pro Cycling Team    | + 16s    |
| 10. | Anthony Turgis    | TotalEnergies             | + 23s    |

### 3.ª etapa
| Saint-Berthevin - Château-Gontier-sur-Mayenne | etapa escarpada | (188 km) |

| \| Classificação por etapas \| Classificação por etapas \| Classificação por etapas \| Classificação por etapas \| Classificação por etapas \| \| Ciclista \| Ciclista \| Equipe \| Tempo \| \| \| ------------------------ \| ------------------------ \| -------------------------------- \| ------------------------ \| ------------------------ \| \| 1. \| Amaury Capiot \| Arkéa-Samsic \| 4h06m48s \| \| \| 2. \| Kristoffer Halvorsen \| Uno-X Pro Cycling Team \| + 0s \| \| \| 3. \| Juan José Lobato \| Euskaltel-Euskadi \| + 0s \| \| \| 4. \| Orluis Aular \| Caja Rural-Seguros RGA \| + 0s \| \| \| 5. \| Emmanuel Morin \| Team U Nantes Atlantique \| + 0s \| \| \| 6. \| Bram Welten \| Groupama-FDJ \| + 0s \| \| \| 7. \| Antonio Angulo \| Euskaltel-Euskadi \| + 0s \| \| \| 8. \| Jason Tesson \| Saint Michel-Auber 93 \| + 0s \| \| \| 9. \| Juan Sebastián Molano \| UAE Team Emirates \| + 0s \| \| \| 10. \| Thomas Boudat \| Go Sport-Roubaix Lille Métropole \| + 0s \| \| |                       |                                  |          |
| |                       |                                  |          |
| Fonte: ProCyclingStats |                       |                                  |          |
| Classificação por etapas |                       |                                  |          |
| Ciclista | Ciclista              | Equipe                           | Tempo    |
| 1. | Amaury Capiot         | Arkéa-Samsic                     | 4h06m48s |
| 2. | Kristoffer Halvorsen  | Uno-X Pro Cycling Team           | + 0s     |
| 3. | Juan José Lobato      | Euskaltel-Euskadi                | + 0s     |
| 4. | Orluis Aular          | Caja Rural-Seguros RGA           | + 0s     |
| 5. | Emmanuel Morin        | Team U Nantes Atlantique         | + 0s     |
| 6. | Bram Welten           | Groupama-FDJ                     | + 0s     |
| 7. | Antonio Angulo        | Euskaltel-Euskadi                | + 0s     |
| 8. | Jason Tesson          | Saint Michel-Auber 93            | + 0s     |
| 9. | Juan Sebastián Molano | UAE Team Emirates                | + 0s     |
| 10. | Thomas Boudat         | Go Sport-Roubaix Lille Métropole | + 0s     |

| \| Classificação geral \| Classificação geral \| Classificação geral \| Classificação geral \| Classificação geral \| \| Ciclista \| Ciclista \| Equipe \| Tempo \| \| \| ------------------- \| ------------------- \| ------------------------- \| ------------------- \| ------------------- \| \| 1. \| Benjamin Thomas \| Cofidis \| 12h30m13s \| \| \| 2. \| Benoît Cosnefroy \| AG2R Citroën Team \| + 3s \| \| \| 3. \| Alex Aranburu \| Movistar Team \| + 6s \| \| \| 4. \| Julien Simon \| TotalEnergies \| + 10s \| \| \| 5. \| Marco Tizza \| Bingoal Pauwels Sauces WB \| + 10s \| \| \| 6. \| Finn Fisher-Black \| UAE Team Emirates \| + 10s \| \| \| 7. \| Jake Stewart \| Groupama-FDJ \| + 12s \| \| \| 8. \| Romain Hardy \| Arkéa-Samsic \| + 14s \| \| \| 9. \| Idar Andersen \| Uno-X Pro Cycling Team \| + 16s \| \| \| 10. \| Anthony Turgis \| TotalEnergies \| + 20s \| \| |                   |                           |           |
| |                   |                           |           |
| Fonte: ProCyclingStats |                   |                           |           |
| Classificação geral |                   |                           |           |
| Ciclista | Ciclista          | Equipe                    | Tempo     |
| 1. | Benjamin Thomas   | Cofidis                   | 12h30m13s |
| 2. | Benoît Cosnefroy  | AG2R Citroën Team         | + 3s      |
| 3. | Alex Aranburu     | Movistar Team             | + 6s      |
| 4. | Julien Simon      | TotalEnergies             | + 10s     |
| 5. | Marco Tizza       | Bingoal Pauwels Sauces WB | + 10s     |
| 6. | Finn Fisher-Black | UAE Team Emirates         | + 10s     |
| 7. | Jake Stewart      | Groupama-FDJ              | + 12s     |
| 8. | Romain Hardy      | Arkéa-Samsic              | + 14s     |
| 9. | Idar Andersen     | Uno-X Pro Cycling Team    | + 16s     |
| 10. | Anthony Turgis    | TotalEnergies             | + 20s     |

### 4.ª etapa
| Martigné-sur-Mayenne - Laval | etapa escarpada | (180 km) |

| \| Classificação por etapas \| Classificação por etapas \| Classificação por etapas \| Classificação por etapas \| Classificação por etapas \| \| Ciclista \| Ciclista \| Equipe \| Tempo \| \| \| ------------------------ \| ------------------------ \| ------------------------- \| ------------------------ \| ------------------------ \| \| 1. \| Juan Sebastián Molano \| UAE Team Emirates \| 4h10m09s \| \| \| 2. \| Orluis Aular \| Caja Rural-Seguros RGA \| + 0s \| \| \| 3. \| Bryan Coquard \| Cofidis \| + 0s \| \| \| 4. \| Jérémy Lecroq \| B&B Hotels-KTM \| + 0s \| \| \| 5. \| Lorrenzo Manzin \| TotalEnergies \| + 0s \| \| \| 6. \| Amaury Capiot \| Arkéa-Samsic \| + 0s \| \| \| 7. \| Bram Welten \| Groupama-FDJ \| + 0s \| \| \| 8. \| Julien Simon \| TotalEnergies \| + 0s \| \| \| 9. \| Stanislaw Aniolkowski \| Bingoal Pauwels Sauces WB \| + 0s \| \| \| 10. \| Edvald Boasson Hagen \| TotalEnergies \| + 0s \| \| |                       |                           |          |
| |                       |                           |          |
| Fonte: ProCyclingStats |                       |                           |          |
| Classificação por etapas |                       |                           |          |
| Ciclista | Ciclista              | Equipe                    | Tempo    |
| 1. | Juan Sebastián Molano | UAE Team Emirates         | 4h10m09s |
| 2. | Orluis Aular          | Caja Rural-Seguros RGA    | + 0s     |
| 3. | Bryan Coquard         | Cofidis                   | + 0s     |
| 4. | Jérémy Lecroq         | B&B Hotels-KTM            | + 0s     |
| 5. | Lorrenzo Manzin       | TotalEnergies             | + 0s     |
| 6. | Amaury Capiot         | Arkéa-Samsic              | + 0s     |
| 7. | Bram Welten           | Groupama-FDJ              | + 0s     |
| 8. | Julien Simon          | TotalEnergies             | + 0s     |
| 9. | Stanislaw Aniolkowski | Bingoal Pauwels Sauces WB | + 0s     |
| 10. | Edvald Boasson Hagen  | TotalEnergies             | + 0s     |

## Classificações finais
- As classificações finalizaram da seguinte forma:[4]

### Classificação geral
| \| Classificação geral \| Classificação geral \| Classificação geral \| Classificação geral \| Classificação geral \| \| Ciclista \| Ciclista \| Equipe \| Tempo \| \| \| ------------------- \| ------------------- \| ------------------------- \| ------------------- \| ------------------- \| \| 1. \| Benjamin Thomas \| Cofidis \| 16h40m22s \| \| \| 2. \| Benoît Cosnefroy \| AG2R Citroën Team \| + 3s \| \| \| 3. \| Alex Aranburu \| Movistar Team \| + 6s \| \| \| 4. \| Julien Simon \| TotalEnergies \| + 10s \| \| \| 5. \| Marco Tizza \| Bingoal Pauwels Sauces WB \| + 10s \| \| \| 6. \| Jake Stewart \| Groupama-FDJ \| + 12s \| \| \| 7. \| Romain Hardy \| Arkéa-Samsic \| + 14s \| \| \| 8. \| Idar Andersen \| Uno-X Pro Cycling Team \| + 16s \| \| \| 9. \| Louis Barré \| Team U Nantes Atlantique \| + 19s \| \| \| 10. \| Anthony Turgis \| TotalEnergies \| + 20s \| \| |                  |                           |           |
| |                  |                           |           |
| Fontes: ProCyclingStats Cycling Quotient Cycling Archives |                  |                           |           |
| Classificação geral |                  |                           |           |
| Ciclista | Ciclista         | Equipe                    | Tempo     |
| 1. | Benjamin Thomas  | Cofidis                   | 16h40m22s |
| 2. | Benoît Cosnefroy | AG2R Citroën Team         | + 3s      |
| 3. | Alex Aranburu    | Movistar Team             | + 6s      |
| 4. | Julien Simon     | TotalEnergies             | + 10s     |
| 5. | Marco Tizza      | Bingoal Pauwels Sauces WB | + 10s     |
| 6. | Jake Stewart     | Groupama-FDJ              | + 12s     |
| 7. | Romain Hardy     | Arkéa-Samsic              | + 14s     |
| 8. | Idar Andersen    | Uno-X Pro Cycling Team    | + 16s     |
| 9. | Louis Barré      | Team U Nantes Atlantique  | + 19s     |
| 10. | Anthony Turgis   | TotalEnergies             | + 20s     |

### Classificação da montanha
| Classificação da montanha | Classificação da montanha | Classificação da montanha  | Classificação da montanha | Classificação da montanha |
| Ciclista                  | Ciclista                  | Equipe                     | Pontos                    |                           |
| ------------------------- | ------------------------- | -------------------------- | ------------------------- | ------------------------- |
| 1.                        | Gilles De Wilde           | Sport Vlaanderen-Baloise   | 74 pts                    |                           |
| 2.                        | Paul Hennequin            | Nice Métropole Côte d'Azur | 46 pts                    |                           |
| 3.                        | Lindsay De Vylder         | Sport Vlaanderen-Baloise   | 19 pts                    |                           |
| 4.                        | Joey Rosskopf             | Human Powered Health       | 18 pts                    |                           |
| 5.                        | Damien Touzé              | AG2R Citroën Team          | 14 pts                    |                           |
| 6.                        | Louis Barré               | Team U Nantes Atlantique   | 10 pts                    |                           |
| 7.                        | Romain Cardis             | Saint Michel-Auber 93      | 10 pts                    |                           |
| 8.                        | Dimitri Peyskens          | Bingoal Pauwels Sauces WB  | 8 pts                     |                           |
| 9.                        | Greg Van Avermaet         | AG2R Citroën Team          | 6 pts                     |                           |
| 10.                       | Mathieu Burgaudeau        | TotalEnergies              | 6 pts                     |                           |

### Classificação dos pontos
| Classificação por pontos | Classificação por pontos | Classificação por pontos         | Classificação por pontos | Classificação por pontos |
| Ciclista                 | Ciclista                 | Equipe                           | Pontos                   |                          |
| ------------------------ | ------------------------ | -------------------------------- | ------------------------ | ------------------------ |
| 1.                       | Orluis Aular             | Caja Rural-Seguros RGA           | 42 pts                   |                          |
| 2.                       | Amaury Capiot            | Arkéa-Samsic                     | 41 pts                   |                          |
| 3.                       | Bram Welten              | Groupama-FDJ                     | 39 pts                   |                          |
| 4.                       | Jason Tesson             | Saint Michel-Auber 93            | 33 pts                   |                          |
| 5.                       | Juan Sebastián Molano    | UAE Team Emirates                | 32 pts                   |                          |
| 6.                       | Julien Simon             | TotalEnergies                    | 32 pts                   |                          |
| 7.                       | Alex Aranburu            | Movistar Team                    | 31 pts                   |                          |
| 8.                       | Jérémy Lecroq            | B&B Hotels-KTM                   | 28 pts                   |                          |
| 9.                       | Thomas Boudat            | Go Sport-Roubaix Lille Métropole | 27 pts                   |                          |
| 10.                      | Benjamin Thomas          | Cofidis                          | 25 pts                   |                          |

### Classificação por equipas
| Classificação por equipes | Classificação por equipes | Classificação por equipes | Classificação por equipes |
| Equipe                    | Equipe                    | Tempo                     |                           |
| ------------------------- | ------------------------- | ------------------------- | ------------------------- |
| 1.                        | TotalEnergies             | 50h02m02s                 |                           |
| 2.                        | Groupama-FDJ              | + 4s                      |                           |
| 3.                        | AG2R Citroën Team         | + 30s                     |                           |
| 4.                        | Cofidis                   | + 46s                     |                           |
| 5.                        | Arkéa-Samsic              | + 58s                     |                           |

## Evolução das classificações
| Etapa |                 | Vencedor _            | Classificação geral | Prêmio por pontos | Prêmio de montanha | Juventude         | Equipes _     |
| ----- | --------------- | --------------------- | ------------------- | ----------------- | ------------------ | ----------------- | ------------- |
| 1     | etapa escarpada | Jason Tesson          | Jason Tesson        | Jason Tesson      | Lindsay De Vylder  | Jason Tesson      | TotalEnergies |
| 2     | etapa escarpada | Benjamin Thomas       | Benjamin Thomas     | Benjamin Thomas   | Gilles De Wilde    | Finn Fisher-Black | TotalEnergies |
| 3     | etapa escarpada | Amaury Capiot         | Benjamin Thomas     | Jason Tesson      | Gilles De Wilde    | Finn Fisher-Black | TotalEnergies |
| 4     | etapa escarpada | Juan Sebastián Molano | Benjamin Thomas     | Orluis Aular      | Gilles De Wilde    | Jake Stewart      | TotalEnergies |
| Final | Final           |                       | Benjamin Thomas     | Orluis Aular      | Gilles De Wilde    | Jake Stewart      | TotalEnergies |

## UCI World Ranking
A Boucles de la Mayenne outorgou pontos para o UCI World Ranking para corredores das equipas nas categorias UCI WorldTeam, UCI ProTeam e Continental. As seguintes tabelas são o barómetro de pontuação e os dez corredores que obtiveram mais pontos:
| Posição             | 1.º | 2.º | 3.º | 4.º | 5.º | 6.º | 7.º | 8.º | 9.º | 10.º | 11.º | 12.º | 13.º | 14.º | 15.º | 16.º-30.º | 31.º-40.º |
| Classificação geral | 200 | 150 | 125 | 100 | 85  | 70  | 60  | 50  | 40  | 35   | 30   | 25   | 20   | 15   | 10   | 5         | 3         |
| Por etapa           | 20  | 10  | 5   |     |     |     |     |     |     |      |      |      |      |      |      |           |           |
| Líder               | 5   |     |     |     |     |     |     |     |     |      |      |      |      |      |      |           |           |

| Classificação |                  |                           |       |       |       |       |
| Posição       | Ciclista         | Equipa                    | Geral | Etapa | Líder | Total |
| ------------- | ---------------- | ------------------------- | ----- | ----- | ----- | ----- |
| 1.º           | Benjamin Thomas  | Cofidis                   | 200   | 20    | 10    | 230   |
| 2.º           | Benoît Cosnefroy | AG2R Citroën              | 150   | 10    | -     | 160   |
| 3.º           | Alex Aranburu    | Movistar                  | 125   | 5     | -     | 130   |
| 4.º           | Julien Simon     | TotalEnergies             | 100   | -     | -     | 100   |
| 5.º           | Marco Tizza      | Bingoal Pauwels Sauces WB | 85    | -     | -     | 85    |
| 6.º           | Jake Stewart     | Groupama-FDJ              | 70    | -     | -     | 70    |
| 7.º           | Romain Hardy     | Arkéa Samsic              | 60    | -     | -     | 60    |
| 8.º           | Idar Andersen    | Uno-X                     | 50    | -     | -     | 50    |
| 9.º           | Louis Barré      | U Nantes Atlantique       | 40    | -     | -     | 40    |
| 10.º          | Anthony Turgis   | TotalEnergies             | 35    | -     | -     | 35    |